# Jiang Jialiang
Pour les articles homonymes, voir Jiang.
Dans ce nom chinois, le nom de famille, Jiang, précède le nom personnel Jialiang.
Jiang Jialiang (江嘉良, né le 3 mars 1964) est un pongiste chinois, champion du monde en 1985 et 1987. Il a été demi-finaliste en simple en 1983, et finaliste en double en 1983 et 1987. Il a aussi été finaliste de la Coupe du monde de tennis de table en 1986 et 1987, compétition qu'il avait remporté en 1984. Il a été 5e aux Jeux olympiques de 1988 en simple et en double.
Jiang Jialiang est élu au Temple de la renommée du tennis de table en 2001.